# Радецький Ігор Романович
І́гор Рома́нович Раде́цький (* 1961) — сержант Збройних сил України, учасник російсько-української війни.

## З життєпису
Проходив підготовку до військових операцій в Афганістані.
1999 року виїхав на заробітки, працював в Іспанії, облаштувався. У вільний час займався страйкболом.
У червні 2014-го покинув роботу та приїхав до України, доброволець — через вік відмовили у військкоматі. Потрапив у розвідувально-диверсійний підрозділ особливого призначення 40-го батальйону «Кривбас». Усю амуніцію придбав сам.
В одному бою вивели пострілами терористи танк з ладу, змушено 15 кілометрів пробирався до українських позицій.
23 серпня 2014-го група Радецького супроводжувала «вантаж-200», тоді ж батальйон мав від спонсорів отримати нову техніку. На щойно отриманій техніці виходив з оточення під Іловайськом разом із сином, якого важко поранило. Пробивався з сином 5 кілометрів до лікарні за лінію фронту.

## Нагороди
За особисту мужність і героїзм, виявлені у захисті державного суверенітету та територіальної цілісності України, вірність військовій присязі під час російсько-української війни
- орденом «За мужність» III ступеня (10.6.2015).